# Don Maitz
Don Maitz (10 de junho de 1953) é um ilustrador estadunidense, notório por seus trabalhos realizados para diversas grandes empresas em seus mais de 30 anos de carreira. Entre seus diversos prêmios, constam o Chesley Award e o Hugo Award.